# Сулейман Кадир-Тамгач-хан
Сулейман Кадир-Тамгач-хан (д/н — після 1097) — 6-й каган Західнокараханідського ханства у 1097 році. Відомий такожяк Сулейман-тегін. Не слід плутати з Сулейман Кадир-ханом з Гасанідської гілки Караханідів, що був тегіном Узгена і Фергани.

## Життєпис
Походив з алідської гілки Караханідів. Онук кагана Ібрагіма I. Стосовно батька є розбіжності: заодними відомостями він був сином кагана Насра I, заіншими його брата Дауда Куч-тегіна. Остання версія є більш правдоподібна, оскільки післясмерті Насра неспадкувавйому, а отримав титул тегіна.
При пускають, що Сулейман став намісником Малік-шаха, сультана Сельджуцької держави, післяповалення кагана Ахмад-хана I 1089 року. Невдовзі одружився з сестрою або донькою Малік-шаха. 1092 року відсторонений від управління новим султаном Махмудом I.
1097 року після загибелі Масуд-хана I захопив владу. Для підтвердження свого статусу прийняв титул кадир-тамгач-хана (могутній хан ханів). Продовжив політику останнього щодо підтримки Ахмада Санджара з Сельджукидів, за що повалений еміром Дадбеком Хабаші ібн Алтунташом. Подальша доля невідома. Трон перейшов до Махмуд-хана з іншої гілки Алідів.